# Quattuor amplissima collegia

Les quattuor amplissima collegia (quatre plus importants collèges) sont, dans la Rome antique, les quatre plus importants collèges de prêtres de la religion romaine.

## Les collèges
Ces collèges sont, par ordre d'importance décroissante :
- collegia maiores (collèges majeurs)
  - les pontifes
  - les augures
- collegia minores (collèges mineurs)
  - les quindecemviri sacris faciundis
  - les septemviri epulones.

## Origine de l'expression
L'expression Quattuor amplissima collegia n'est pas attestée sous la République romaine. Ce n'est que sous Auguste qu’elle semble apparaître dans les sources antiques, et il est probable qu’elle soit une conséquence de la réforme religieuse qu'Auguste mena durant son règne.
L'expression est attestée dans les Res Gestae.